# 堀越孝一
堀越 孝一（ほりこし こういち、1933年10月23日 - 2018年9月8日）は、日本の西洋史学者。学習院大学名誉教授。瑞宝中綬章受章。

## 経歴
1933年、東京市滝野川区（現東京都北区）生まれ。東京都立北園高等学校を経て、1956年東京大学文学部西洋史学科を卒業。卒業後は高校非常勤講師を務めた。1959年には堀一孝の筆名で柴田翔らの同人誌『犀』に参加。
1960年に東京大学大学院に入学し、堀米庸三に師事した。1966年、博士課程満期退学し、茨城大学講師となった。1968年に助教授昇進。1971年から一年間、文部省在外研究員としてパリに滞在。1974年、学習院大学助教授となり、1976年より教授。2001年より人文科学研究所長。在任中には、数度にわたり滞仏・滞在した。2004年に定年退職し、名誉教授となった。2018年9月8日、胆嚢癌のため84歳で死去。

## 受賞・栄典
- 2013年春：瑞宝中綬章叙勲[3]。

## 研究内容・業績
ヨハン・ホイジンガの学問を受け継ぎ、西洋中世を専門とするが、関心は美術、詩などの面にまで及ぶ幅広いもので、レンブラントやヴィヨンについての著作もある。

## 著書
- 『ジャンヌ=ダルク――百年戦争のうずの中に』（清水書院〈センチュリーブックス〉, 1975年／清水新書, 1984年）
  - 『ジャンヌ＝ダルク』（朝日新聞社〈朝日文庫〉, 1991年）
  - 新訂版『ジャンヌ＝ダルクの百年戦争』（清水書院〈新・人と歴史〉, 2017年）
- 『世界の歴史（8）ヨーロッパ世界の成立』（講談社, 1977年）[4]
  - 新訂版『中世ヨーロッパの歴史』（講談社学術文庫, 2006年）- 電子書籍も刊
- 『人間の世界歴史（6） 回想のヨーロッパ中世』（三省堂, 1981年）
- 『いま、中世の秋』（小沢書店, 1982年／中公文庫, 1987年）
- 『遊ぶ文化――中世の持続』（小沢書店, 1982年）
- 『日記のなかのパリ――パンと葡萄酒の中世』（TBSブリタニカ「サントリー博物館文庫」, 1985年）
  - 『パンとぶどう酒の中世――15世紀パリの生活』（筑摩書房〈ちくま学芸文庫〉, 2007年）
- 『騎士道の夢・死の日常――中世の秋を読む』（人文書院, 1987年）
- 『歴史のなかの若者たち（2） 青春のヨーロッパ中世』（三省堂, 1987年）
  - 増訂版『人間のヨーロッパ中世』（悠書館, 2012年）-「回想のヨーロッパ中世」を併せた版
- 『中世の精神』（小沢書店, 1990年）
  - 増訂版『中世ヨーロッパの精神』（悠書館, 2019年）- 第2部「ヴィヨン遺言詩注釈」ほか
- 『画家たちの祝祭――十五世紀ネーデルラント』（小沢書店, 1990年）
  - 増訂版『中世の秋の画家たち』（講談社学術文庫, 2007年）
- 『軍旗はブラシュの花印』（小沢書店, 1991年）
- 『わがヴィヨン』（小沢書店, 1995年）
  - 増訂版『放浪学生のヨーロッパ中世』（悠書館, 2018年）-「いま、中世の秋」を併せた版
- 『ブルゴーニュ家――中世の秋の歴史』（講談社現代新書, 1996年）
- 『教養としての歴史学』（講談社現代新書, 1997年）
- 『飛ぶ鳥の静物画』（図書新聞, 2004年）
- 『わが梁塵秘抄』（図書新聞, 2004年）
- 『日本の中世の秋の歌『閑吟集』を読む』（悠書館（上・下）, 2023年）

### 共著
- （堀米庸三）『世界の歴史（3）中世ヨーロッパ』 （中央公論社, 1961年、普及版・中公バックス、1983年／中公文庫, 1974年）
- （堀米編、木村尚三郎・渡辺昌美）『生活の世界歴史（6）中世の森の中で』（河出書房新社, 1975年、普及版1980年／河出文庫, 1991年）- 電子書籍も刊
- （三浦一郎）『世界の歴史（5）信仰と闘いの時代――中世ヨーロッパ』（集英社, 1968年）  
  - 『世界の歴史（5）中世ヨーロッパ』（社会思想社［現代教養文庫］, 1974年）

### 編著
- 『世界を創った人びと（18） レンブラント――オランダが生んだ明暗の画家』（平凡社, 1979年）
- 『歴史を読む――堀越孝一編著歴史論集』（東洋書林, 1998年）
- 『新書ヨーロッパ史――中世篇』（講談社現代新書, 2003年）
- 『円卓　古稀の堀越孝一を囲む弟子たちの歴史エッセイ集』（関哲行・石渡明夫・網野公一編、東洋書林, 2006年）
- 『騎士道百科図鑑』、コンスタンス・B・ブシャード監修（悠書館, 2011年）- 訳書監修
- 『悪の歴史 西洋編（下）』（清水書院, 2018年）

### 訳書
- ホイジンガ『中世の秋』（中公文庫（上・下）, 1976年、改訂版2018年／中公クラシックス（Ⅰ・Ⅱ）, 2001年）- 電子書籍も刊
  - 元版：堀米庸三責任編集「世界の名著55」中央公論社, 1967年、新版・中公バックス、1979年／中央公論社（単行版）, 1971年
- ホイジンガ『朝の影のなかに――わたしたちの時代の精神の病の診断』（中央公論社, 1971年／中公文庫, 1975年）
- チャールズ・ウイルスン『オランダ共和国』（平凡社［世界大学選書］, 1971年）
- 『形見分けの歌　ヴィヨン遺言詩注釈』（小沢書店, 1997年）
- 『遺言の歌　ヴィヨン遺言詩注釈』（上中下：小沢書店, 1999年, 2000年, 2002年）- 下巻は発売・冬至書房[5]
  - 改訂版 『ヴィヨン遺言詩集　形見分けの歌　遺言の歌』（悠書館, 2016年）
- 『パリの住人の日記（1） 1405-1418』（八坂書房, 2013年）
- 『パリの住人の日記（2） 1419-1429』（八坂書房, 2016年）
- 『パリの住人の日記（3） 1430-1434』（八坂書房, 2019年）- 最終巻